# With Spirits
| Recensione | Giudizio |
| ---------- | -------- |
| AllMusic   | [ 1 ]    |

With Spirits è un album discografico della The Savoy-Doucet Cajun Bamd, pubblicato dalla casa discografica Arhoolie Records nel 1986.

## Tracce
Lato A
Tutti i brani sono tradizionali, eccetto dove indicato
1. Bosco Stomp – 4:02
2. La valse de la prarie ronde – 3:40
3. Quelle etoile (Which Star) – 3:17 (Shirley Bergeron)
4. La valse j'aime (The Waltz I Love) – 3:23
5. One Step De Chameau – 3:55
6. Baby and the Gambler & the Happy One Step – 4:20

Lato B
Tutti i brani sono tradizionali, eccetto dove indicato
1. High Point Two-Step – 3:50
2. Mon chere bebe creole (Tribute to Dennis McGee) – 4:28
3. Johnny Can't Dance – 4:14 (Tradizionale; arrangiamento Michael Doucet)
4. Lawtell Waltz – 3:34
5. Evangeline Special – 3:04
6. 'Tit galope pour la pointe aux pins – 3:20 (Adam Hebert)

## Musicisti
- Marc Savoy – accordions
- Michael Doucet – fiddle
- Michael Doucet – voce (brani: One Step De Chameau / Johnny Can't Dance)
- Ann Savoy – chitarra, voce
- Tina Pilione – basso
- David Doucet – chitarra solista (solo nel brano: Lawtell Waltz)

Note aggiuntive
- The Savoy-Doucet Cajun Band e Chris Strachwitz – produttori
- Registrazioni effettuate al Master Trak Studios di Crowley, Louisiana, 1985 e 1986
- Mark Miller – ingegnere delle registrazioni
- Ann Savoy – trascrizione e traduzione canzoni, fotografia copertina album
- Philip Gould, Richard Olivier – fotografie
- Elizabeth Weil – cover art copertina album[3]